# Мстёрская вышивка
Мстёрская вы́шивка — русский народный промысел, развивающийся с XVIII века в слободе Мстёре Вязниковского уезда Владимирской губернии. Вид русского народного шитья. Зародилась в монастыре Иоанна Милостивого. Монахини украшали предметы церковного ритуала золотым и серебряным шитьем по бархату и атласу.
К середине XIX века вышивкой занимались почти все жительницы села. Сложилась своя техника — вышивка белой гладью с миниатюрными растительными узорами по маркизету и батисту, тонким белым хлопчатобумажным тканям. К концу века промысел достигает своего расцвета. В этот период произведения местных вышивальщиц находили сбыт в Петербурге, Москве, других городах России, а также за границей.
После 1917 года в Мстёре были организованы пункты по приему вышитых изделий, а в 1923 году была организована строчевышивальная артель им. Н. К. Крупской, которая в 1961 году была преобразована в строчевышивальную фабрику.

## Виды мстёрской вышивки
- Владимирский верхошов — декоративный односторонний шов, разновидность гладьевой вышивки зародился в селе Мстёра Владимирской губернии в XIX веке. История такой техники вышивания уходит в древние времена и тесно связана с золотным шитьем. Основным рисунком для верхошова служит растительный орнамент. Среди растительных мотивов часто встречаются изображения птиц, зверей, фигуры человека. Изначально строго соблюдалась традиционная цветовая гамма вышивки. Почти весь узор выполняли красной нитью и лишь для отдельных деталей брали нити зелёного, жёлтого и синего цвета. Мастерицы Мстёры обогатили верхошов яркими красочными расшивками и растительными узорами[1].
- Мстёрская белая гладь — вышивка, выполняемая белой тонкой гладью по батисту или маркизету. Для неё характерны изящные мелкие узоры (в виде бутонов и гирлянд цветов), нередко на сквозном строчном фоне.
- Русская гладь — вид вышивки, выполняется швом «вперед иголка» по прямой нити ткани. Иглу пропускают на 5-7 мм по лицевой стороне и на 1 мм ткани по изнанке. Весь узор шьется стежками, идущими в одном направлении, стежок в следующем ряду делают, вкалывая иглу около середины соседнего стежка. Вышивают так, чтобы ткань между стежками не была видна, для этого ряды стежков должны близко прилегать друг к другу.